# Pieve di Santa Maria Novella (Marti)
La pieve di Santa Maria Novella è un edificio religioso situato a Marti, nel comune di Montopoli in Val d'Arno.

## Storia e descrizione
Fu costruita nel 1332. Completamente edificata in mattoni, ha il prospetto principale e i lati esterni decorati da archetti. Il monocromatismo della facciata è ravvivato grazie all'inserimento di bacini ceramici del XIII secolo di produzione pisana e ispanica.
L'interno, a unica navata, ha subito rifacimenti agli inizi del XVIII secolo con l'aggiunta di una tribuna presbiteriale decorata, tra il 1719 e il 1722, da Anton Domenico Bamberini. Si ricorda anche un affresco del XVI secolo rappresentante il Battesimo di Cristo, e due pale d'altare: San Pietro che risana lo storpio di Matteo Rosselli, del 1558, e una Resurrezione di Taddeo Naldini (XVI secolo). Il Crocifisso a un altare della navata sinistra è riferito a Ferdinando Tacca.

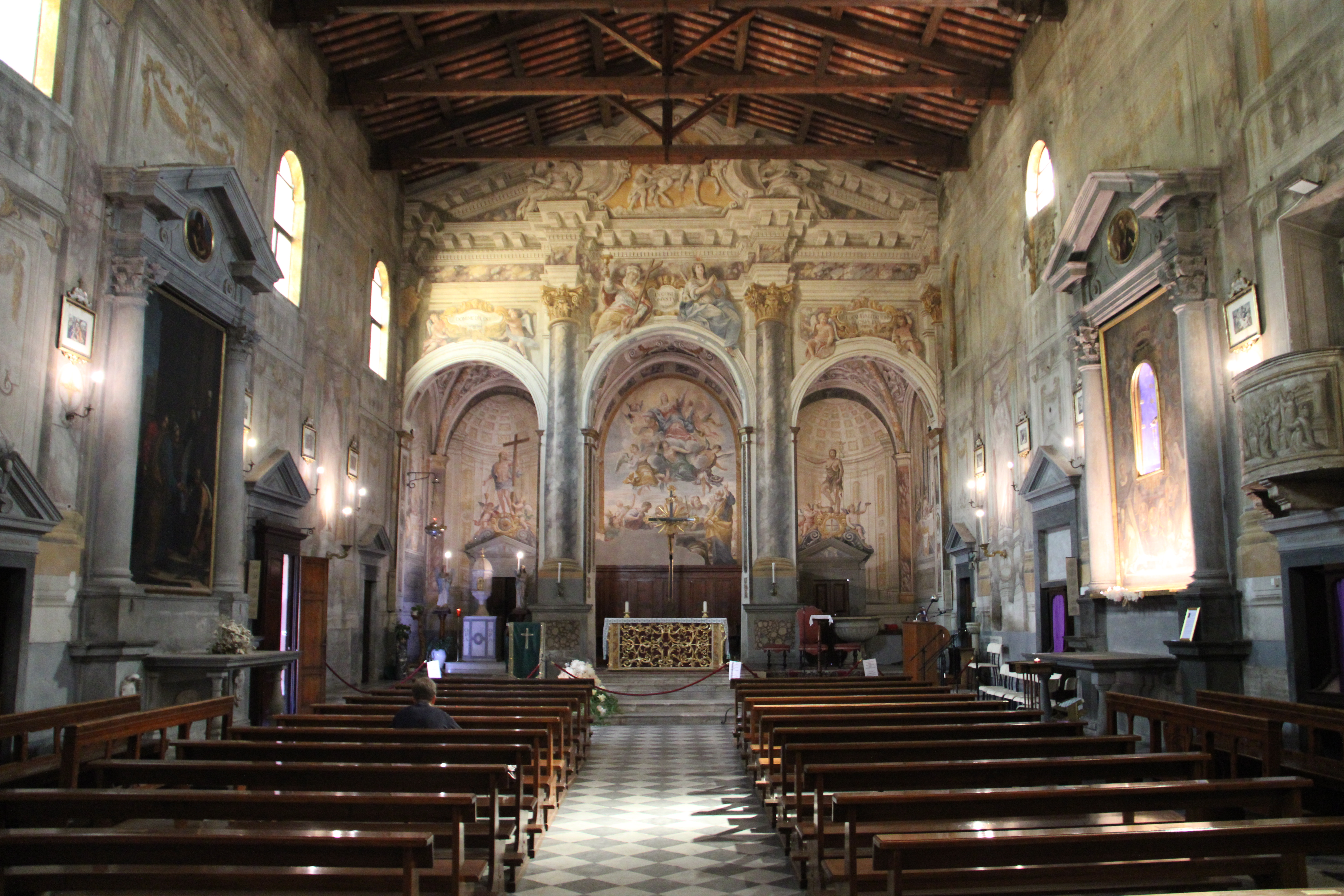
Interno della Pieve